# Історія Стародавнього Риму

Кордони Стародавнього Риму

Історія Стародавнього Риму веде свій початок від заснування міста Рим у 753 році до н. е. і тривала до падіння створеної латинами Римської імперії в 476 році н. е. Цей період ділиться на декілька основних етапи: царський (тривав від середини 8 ст. до н. е. — до 510 р. до н. е.), республіканський (впродовж 509 р. до н. е. — до 27 н. е.) та імперський (від 27 р. до н. е. — до 476 р. до н. е.). Продовженням історії Стародавнього Риму вважається також період Домінату у Візантії (395 — 610 роки).
Стародавній Рим — це одна з наймогутніших стародавніх цивілізацій, яка одержала свою назву від її столиці — міста Рим. Вагомий вплив на становлення давньої римської цивілізації мали культури таких народів, як етруски, латини і давні греки. Пік могутності Стародавнього Риму припав на II століття н. е., коли під владою держави опинилися народи країн Північної Африки, Середземномор'я, Європи й Близького Сходу.
Стародавній Рим створив культурне підґрунтя для всієї європейської цивілізації, також держава вплинула на середньовічну і наступну історію. Нашому сучасному світу Стародавній Рим подарував римське право, деякі архітектурні форми та рішення (наприклад, хрестово-купольну систему) та безліч інших нововведень (наприклад, водяний млин). Християнство як віровчення та релігія народилося біля Римської імперії. Офіційною мовою давньоримської держави була латинська мова, релігія більшу частину періоду існування була політеїстична, неофіційним гербом Римської Імперії був золотий орел (aquila), а після прийняття християнства як релігії з'явилися лабаруми з хризмою.

## Рання римська історія

### Формування поселення
Територія Стародавнього Риму, (тобто Апеннінського півострова), була заселена значною кількістю племен вже у II — I тис. до н. е. Серед цих племен були іллірійці, етруски, лігури та ін. Найбільш розвинені серед них були етруски. Саме це плем'я розселилося на території узбережжя Тибру, в області сучасних Тоскани, Кампанії та Паданського району.
Згідно з археологічними дослідженнями, територія безпосередньо Риму була заселена ще у II тис. до н. е. У X — VIII ст. у цій області проживали окремі родові громади, що поступово витіснили деякі з згаданих племен. Поступово розпочинався процес синойкізму — злиття окремих родових поселень, що завершився до 754—753 рр. створенням Риму. Деякі вчені вважають, що місто ділилося на три триби — аналог грецьких філ, а до його етнічного складу входили такі племена як етруски, сабіни та латини.
Місто Рим було засноване навколо декількох поселень біля броду через річку Тибр, на перетині торгових шляхів. Згідно з археологічними свідченнями, Рим був заснований як село, ймовірно, в IX столітті до н. е. двома центрально-італійськими племенами, латинами та сабінянами, на пагорбах Палатинському, Капітолійському та Квіріналі.

### Легенда про Ромула та Рема

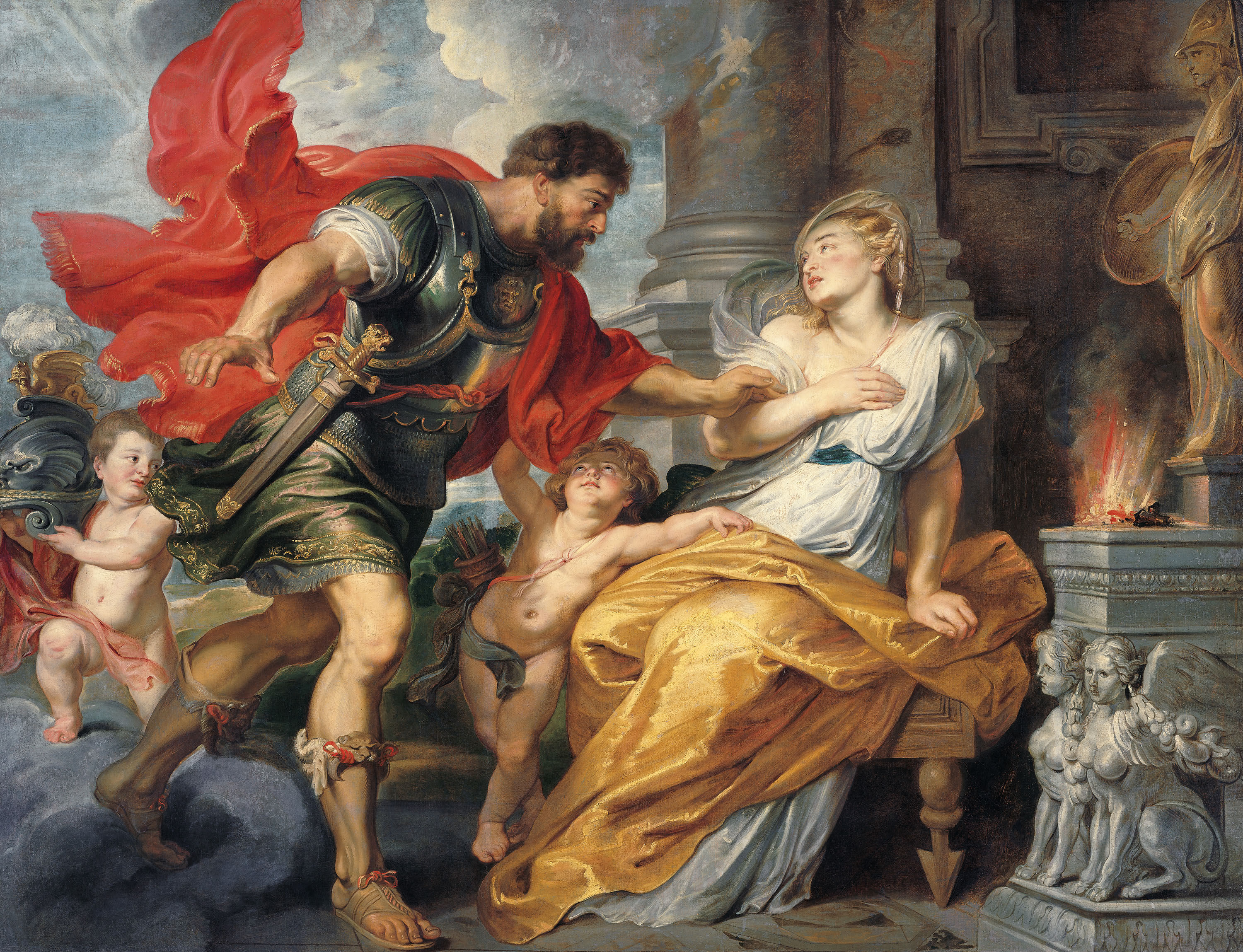
Давньоримський бог війни Марс і Рея Сільвія. Рубенс П. П.

Чотирнадцятий цар Альба-Лонгі Нумітор був повалений своїм братом Амулієм. Амулій не хотів, щоб діти Нумітора заважали його честолюбним задумам тому знайшов спосіб ліквідувати їх: син Нумітора зник під час полювання, а дочка Рея Сільвія змушена була стати весталкою. На четвертий рік її служіння до неї у священному гаю з'явився бог війни Марс, від якого Рея Сільвія народила двох синів. Розгніваний Амулій наказав покласти немовлят у солом'яний кошик і кинути в річку Тибр. Проте той кошик прибило до берега біля Палатинського пагорба, де немовлят вигодувала вовчиця, а турботи матері замінили два птахи, що прилетіли — дятел і чибіс. Згодом усі згадані тварини стали священними в Римі. Потім двох братів підібрав царський пастух Фаустул. Дружина його, Акка Ларенція, яка ще не втішилася після смерті своєї дитини, прийняла близнюків під свою опіку. Коли Ромул і Рем виросли, вони вирішили повернутися до Альба-Лонги, де їм вдалося дізнатися про таємницю свого походження. Брати вбили Амулія та відновили на римському троні свого діда Нумітора.
Через чотири роки, з волі свого діда, Ромул і Рем вирушили до Тибру шукати місце для заснування нової колонії Альба-Лонга. Якщо вірити легенді, Рем обрав низовину між Палатинським і Капітолійським пагорбами, але Ромул в свою чергу наполягав на тому, щоб заснувати місто на Палатинському пагорбі. Звернення до знамення не допомогло і спалахнула сварка, під час якої Ромул убив свого рідного брата. Покаявшись у вбивстві Рема, Ромул заснував місто, якому вирішив дати своє ім'я (лат. Roma), і став його першим царем . Датою заснування міста вважається 21 квітня 753 до н. е. (коли навколо Палатинського пагорба плугом була проведена перша борозна). За середньовічною легендою, сином Рема — Сінієм було засновано місто, яке він назвав в честь себе — Сієна.

### Початок Риму
Задля збільшення населення Риму на перших стадіях розвитку держави, Ромул надав прибульцям права, свободи та громадянство нарівні з першими мешканцями, яким він надав землі Капітолійського пагорба. Завдяки цьому факту в місто почали стікатися раби-втікачі, вигнанці і просто шукачі пригод з інших міст і країн.
У Римі також бракувало жіночого населення — сусідні народи вважали ганебним вступати у родинні союзи з натовпом «бродяг», (так вони називали тоді римлян). Тоді Ромул вигадав урочисте свято — Консуалії, з іграми, боротьбою та різного роду гімнастичними вправами. На свято з'їхалися багато сусідів римлян, зокрема сабіняни (сабіни). Коли глядачі і, особливо, глядачки були захоплені ходом гри, за умовним знаком численний натовп з римлян, що був озброєнний мечами і списами накинувся на беззбройних гостей. У тисняві римляни захопили жінок, а сам Ромул узяв собі за жінку сабінянку Герсилію. Відтоді весілля з викраденням нареченої стало римським звичаєм.

## Царський період
Сім царів. Традиція незмінно називає сім римських царів, завжди даючи їм одні і тіж імена і в тому ж самому порядку: Ромул, Нума Помпілій, Тулл Гостилій, Анк Марцій, Тарквіній Пріск (Стародавній), Сервій Туллій і Луцій Тарквіній Гордий.
Ромул. Після викрадення римлянами сабінянських жінок спалахнула війна між Римом та сабінянами. На чолі зі своїм царем Тацієм сабіняни вирушили на Римську державу. Проте викрадені жінки помирили обидві ворогуючі сторони, оскільки вже прижилися у Римі. Тоді римляни та сабіняни уклали мир і жили під владою двох царів: Ромула та Тація. Однак через декілька років спільного правління Тацій був убитий. Ромул став царем об'єднаних народів. Йому приписується створення Сенату, що складався на той час зі 100 «батьків» та формування римської громади (поділ римлян на патриціїв та плебеїв).
Нума Помпілій. Нума Помпілій був другим царем Риму. Незабаром після смерті першого царя, Ромула, Нума сенат обрав Римським царем за його справедливість та віру в бога. Історія розповідає нам, що він був сабіном і що, прибувши до Риму, він спочатку оселився на Квіріналі, а потім збудував собі палац на Велії, між Квіріналом та Палатином.
Нуму приписується запровадження 12-місячного календаря замість, на його думку, невірного, 9-місячного, також створення жрецьких колегій та будівництво храму Януса на форумі.
Тулл Гостилій. Тулл Гостилій відомий як войовничий цар тому, що він зруйнував Альба Лонгу, також він воював із Фіденами, Вейями, Сабінами. Жителів зруйнованої Альби він вирішив переселити до Риму, надавши їм права громадянства, а знать Альби було зараховано до римського Сенату.
Анк Марцій. В особі Анка Марція Рим отримав царя-сабіна. Цей чоловік був онуком Нуми і в області богошанування намагався у всьому наслідувати свого діда. Анк Марцій не вів жодної війни ні з ким, але розширив Рим у бік моря та етруського берега річки Тибр. На той момент це послужило початком інтенсивних стосунків з етрусками, які невдовзі зміцніють за правління наступного римського царя.
Тарквіній Стародавній. Багатство і ввічливий характер зробили простого чоловіка Тарквінія Стародавнього, переселенця з етруського міста Тарквіній, настільки популярним у римському суспільстві, що після смерті Анка, саме його обрали царем. Він вів вдалі війни із своїми сусідами, збільшив кількість членів Сенату на 100 осіб, заснував громадські ігри, і до того ж приступив до осушення болотистих частин міста. Останній цар, Луцій Тарквіній Гордий, був сином Стародавнього; Етруське походження двох царів вплинуло на суспільне життя Римської держави: численні «етрускізми» у мові, звичаях, політичному устрої та релігії; широка "експансія" етрусків, зокрема в Лації та Кампанії, також треба відмітити наявність у Римі цілого етруського кварталу.
Сервій Тулій. Наступником Тарквінію був Сервій Туллій. Існують дві версії його походження. Згідно з однією, він був сином знатної жінки з міста Корнікула, яка потрапила в полон до римлян. Майбутній цар виріс у будинку Тарквінію, де користувався найбільшою любов'ю та пошаною, у тому числі й у сенаторів та народу. Дійсний цар на той момент видав за нього свою дочку. Після вбивства Тарквінія синами Анка Марція, Сервій Туллій, скористався своєю популярністю і захопив владу.
Якщо вірити іншій версії, Сервій Туллій був Мастарною, етруським авантюристом, вигнаним з Етрурії. Після вигнання він поселився в Римі. Там майбутній цар змінив ім'я і досяг царської влади. Цю розповідь вимовляє імператор Клавдій (I століття зв. е.), і, швидше за все, він значною мірою заснований на нерозумінні етруських сказань.
Тарквіній Гордий. Наступником Сервія Тулія став Тарквіній Гордий, син Тарквінія Пріска, отже, етруск. Владу він захоплює вбивством свого тестя, тобто царя. Його правління мало деспотичний характер: він не зважав на думку Сенату, вдавався до страт, вигнань і конфіскацій. Коли Тарквінія вигнали з Риму, етруски, в свою чергу, намагалися надати йому допомогу та відновити його на троні.
Падіння царської влади та утворення республіки. Вигнання царя відбулося за участі римського патриціату. За сказаннями, Секст Тарквіній, син Тарквінія Гордого, з мечем у руці з'явився біля спальні Лукреції, дружини Тарквінія Коллатіна, і погрозами опанував нею. Лукреція розповіла про те, що сталося своєму чоловікові та батькові, і, вихопивши ніж, який до цього заховала собі під одяг, встромила його собі в саме серце. Родичі та друзі на чолі з Луцієм Юнієм Брутом винесли закривавлене тіло Лукреції на площу та закликали громадян до повстання проти Тарквініїв. Цар не зміг придушити цього руху і був змушений із своєю сім'єю тікати до Етрурії. Тоді народ у зборах за центуріями обрав двох консулів — Брута і Коллатіна. Таким чином була заснована республіка.